# Dubbel i rodel vid olympiska vinterspelen 2018
Dubbel i rodel vid olympiska vinterspelen 2018 hölls på anläggningen Alpensia isbanecenter i närheten av Pyeongchang i Sydkorea den 14 februari 2018.

## Resultat
| Placering | Nr | Namn                                  | Land                              | Åk 1   | Placering | Åk 2   | Placering | Totalt   | Tid bakom |
| --------- | -- | ------------------------------------- | --------------------------------- | ------ | --------- | ------ | --------- | -------- | --------- |
| 1         | 3  | Tobias Wendl Tobias Arlt              | Tyskland                          | 45,820 | 1         | 45,877 | 1         | 1.31,697 | –         |
| 2         | 5  | Peter Penz Georg Fischler             | Österrike                         | 45,891 | 2         | 45,894 | 2         | 1.31,785 | +0,088    |
| 3         | 4  | Toni Eggert Sascha Benecken           | Tyskland                          | 45,931 | 3         | 46,056 | 3         | 1.31,987 | +0,290    |
| 4         | 12 | Thomas Steu Lorenz Koller             | Österrike                         | 46,172 | 5         | 46,112 | 5         | 1.32,284 | +0,587    |
| 5         | 9  | Tristan Walker Justin Snith           | Kanada                            | 46,134 | 4         | 46,235 | 6         | 1.32,369 | +0,672    |
| 6         | 2  | Andris Šics Juris Šics                | Lettland                          | 46,336 | 9         | 46,106 | 4         | 1.32,442 | +0,745    |
| 7         | 11 | Ivan Nagler Fabian Malleier           | Italien                           | 46,320 | 8         | 46,243 | 7         | 1.32,563 | +0,866    |
| 8         | 16 | Justin Krewson Andrew Sherk           | USA                               | 46,310 | 7         | 46,342 | 10        | 1.32,652 | +0,955    |
| 9         | 18 | Park Jin-yong Cho Jung-myung          | Sydkorea                          | 46,396 | 10        | 46,276 | 8         | 1.32,672 | +0,975    |
| 10        | 8  | Matthew Mortensen Jayson Terdiman     | USA                               | 46,244 | 6         | 46,443 | 13        | 1.32,687 | +0,990    |
| 11        | 1  | Alexander Denisjev Vladislav Antonov  | Olympiska idrottare från Ryssland | 46,437 | 11        | 46,344 | 11        | 1.32,781 | +1,084    |
| 12        | 7  | Wojciech Chmielewski Jakub Kowalewski | Polen                             | 46,609 | 13        | 46,478 | 14        | 1.33,087 | +1,390    |
| 13        | 14 | Lukáš Brož Antonín Brož               | Tjeckien                          | 46,570 | 12        | 46,582 | 16        | 1.33,152 | +1,455    |
| 14        | 6  | Oskars Gudramovičs Pēteris Kalniņš    | Lettland                          | 46,890 | 17        | 46,317 | 9         | 1.33,207 | +1,510    |
| 15        | 10 | Ludwig Rieder Patrick Rastner         | Italien                           | 46,709 | 14        | 46,567 | 15        | 1.33,276 | +1,579    |
| 16        | 15 | Andrej Bogdanov Andrej Medvedev       | Olympiska idrottare från Ryssland | 47,106 | 19        | 46,402 | 12        | 1.33,508 | +1,811    |
| 17        | 19 | Marek Solčanský Karol Stuchlák        | Slovakien                         | 46,780 | 15        | 46,811 | 17        | 1.33,591 | +1,894    |
| 18        | 20 | Matěj Kvíčala Jaromír Kudera          | Tjeckien                          | 46,818 | 16        | 46,910 | 18        | 1.33,728 | +2,031    |
| 19        | 13 | Cosmin Atodiresei Ștefan Musei        | Rumänien                          | 47,101 | 18        | 47,171 | 19        | 1.34,272 | +2,575    |
| 20        | 17 | Oleksandr Obolontjyk Roman Zacharkiv  | Ukraina                           | 48,316 | 20        | 47,401 | 20        | 1.35,717 | +4,020    |